# Brunsbrock
Brunsbrock ist eine Ortschaft mit 416 Einwohnern im Landkreis Verden in Niedersachsen. Sie gehört zur Gemeinde Kirchlinteln, umfasst neben dem namensgebenden Dorf Brunsbrock noch einige kleinere benachbarte Dörfer und befindet sich im Zentrum der Lintelner Geest.

## Geographie
Geprägt ist die Ortschaft durch weite Wald- und Heidegebiete. Zur Ortschaft gehören neben dem namensgebenden Dorf Brunsbrock noch die Dörfer Klein Linteln, Kohlenförde und Schmomühlen.
Brunsbrock grenzt im Westen an Kirchlinteln und im Osten an Bendingbostel. Der Ort wird von der Bahnstrecke Uelzen–Langwedel tangiert.

## Geschichte
Am 1. Juli 1972 wurde Brunsbrock in die Gemeinde Kirchlinteln eingegliedert.

## Politik
Ortsvorsteher ist Christian Rugen.

## Kultur und Sehenswürdigkeiten
Das annähernd 200 Jahre alte unter Denkmalschutz stehende Müllerhaus wurde unter Leitung der Baudenkmalpflege des Landkreises Verden mit erheblichen Mitteln des Landes, des Landkreises Verden und der Gemeinde Kirchlinteln renoviert und zu einer Begegnungsstätte für Bürger ausgebaut. Gegen ein geringes Entgelt kann es auch von Gästen für solche Veranstaltungen genutzt werden. Nebenan lädt die Schmomühle, eine ebenfalls restaurierte, funktionstüchtige Galerie-Holländer-Windmühle zur Besichtigung ein.
Brunsbrock ist Standort einer Kirche der Selbständigen Evangelisch-Lutherischen Kirche und eines als Heimathaus genutzten Müllerhauses.

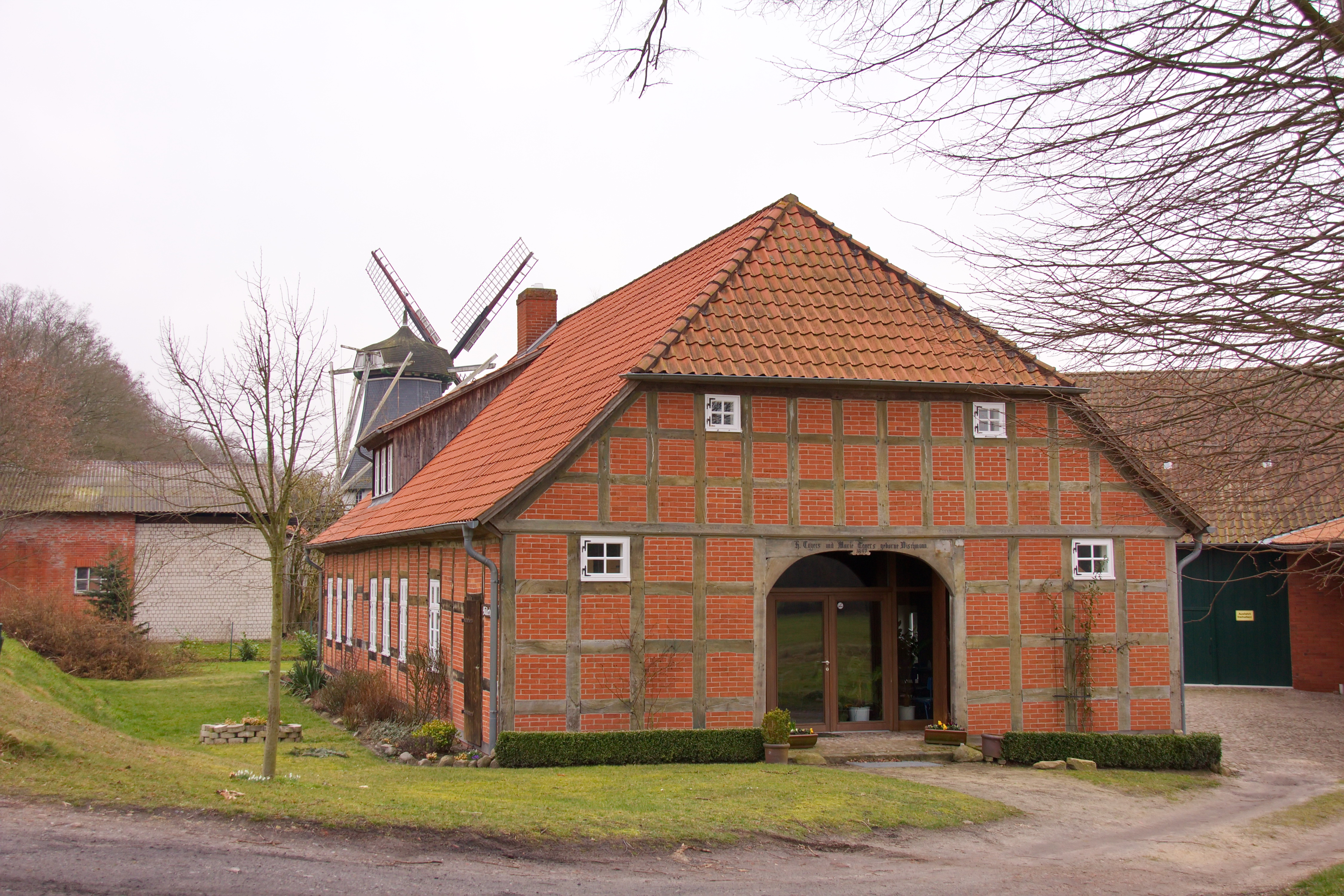
Baudenkmal Müllerhaus
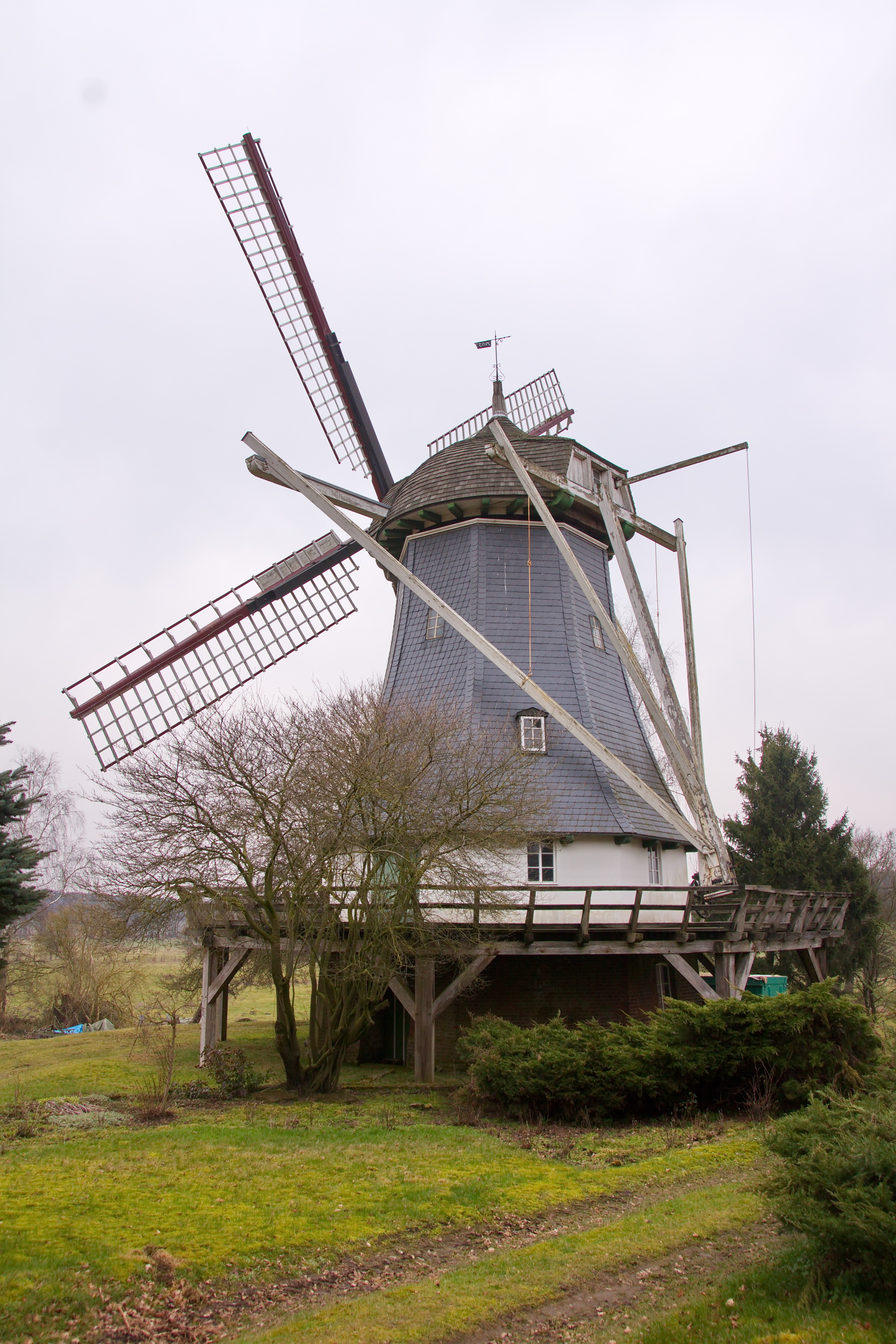
Galerieholländerwindmühle Schmomühle
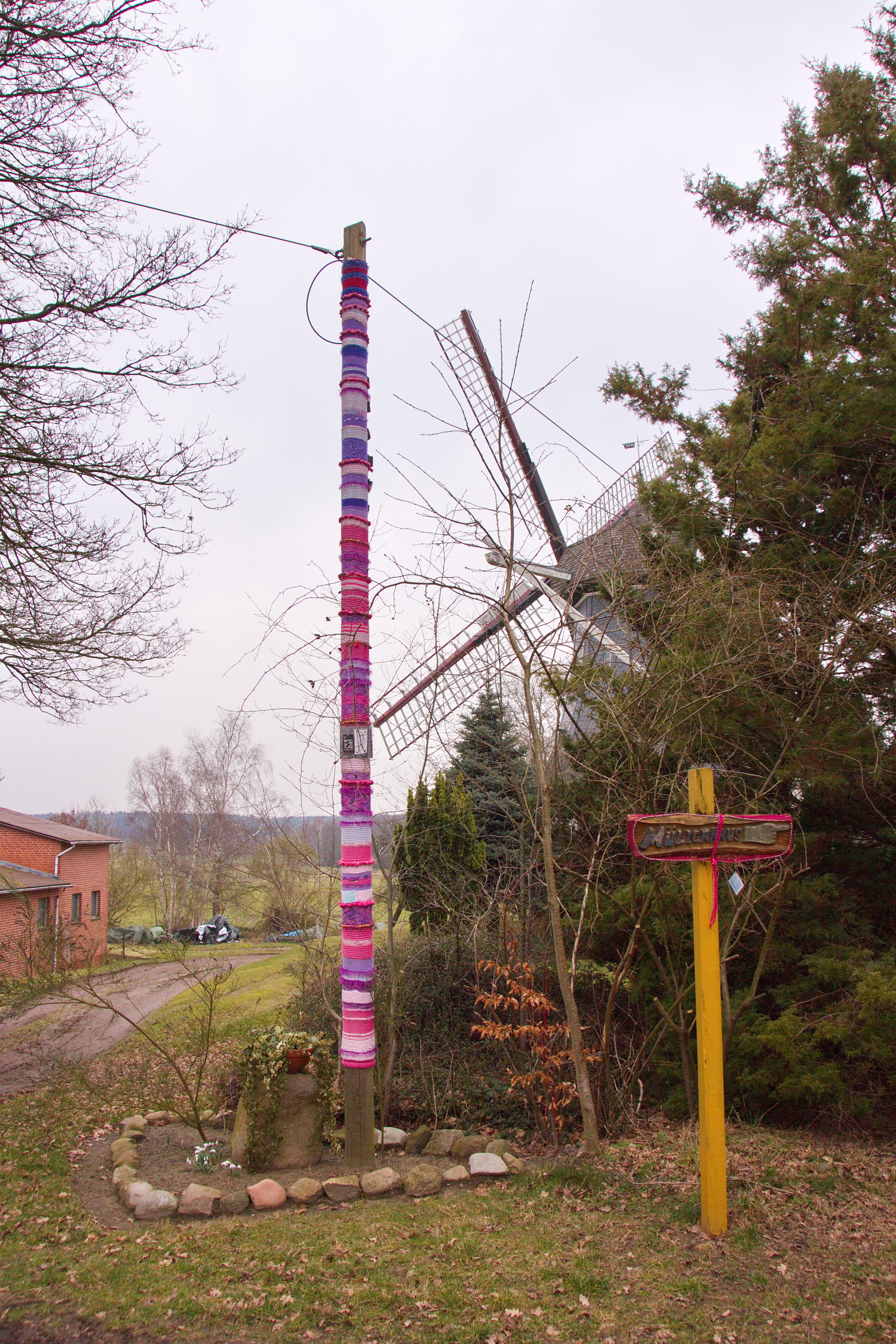
Am Müllerhaus Brunsbrock
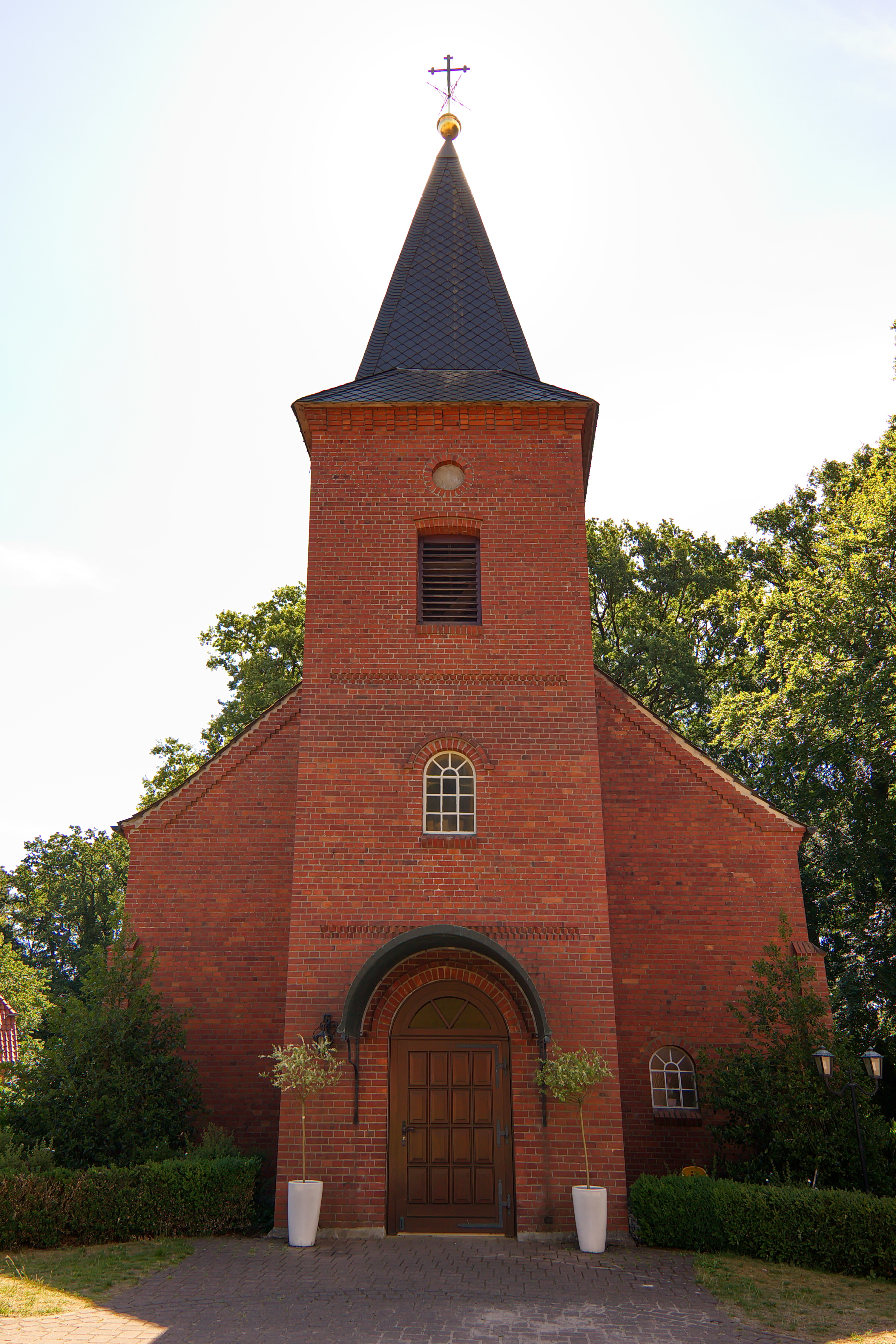
St.-Matthäus-Kirche

### Sport
Der Fußballverein TSV Brunsbrock 1949 e. V. ist im Ortsteil Kohlenförde ansässig und spielte 2012 in der Kreisliga Verden. Der Verein hat ca. 950 Mitglieder und verfügt über drei Großfußballfelder, ein Kleinfußballfeld und des Weiteren noch drei Tennisplätze sowie eine Tennishalle. Es gibt im Brunsbrocker Ortsteil Schmohmühlen, nahe der Schmohmühle ein
Schützenhaus, in dem der Schützenverein Klein-Linteln ansässig ist. Zum Schützenverein zählen Mitglieder aus dem Ortsteil Huxhall und den Dörfern Klein-Linteln und Kohlenförde.

## Wirtschaft und Infrastruktur
Durch Brunsbrock verkehrt die Buslinie 715 von Schafwinkel nach Verden über Kirchlinteln und Weitzmühlen, in die andere Richtung über Schafwinkel, Sehlingen und Kirchlinteln nach Verden.
Zusätzlich verkehrt noch die Linie 783. Sie ist Bestandteil des Vereins Bürgerbus Kirchlinteln e. V. und verkehrt von Kirchlinteln über Bendingbostel und St. Pauli bei Schafwinkel wieder nach Kirchlinteln.
Die nächstgelegenen Bahnhöfe sind Verden (Aller) und Visselhövede.